# Amarantine · Special Christmas Edition
Amarantine · Special Christmas Edition es un álbum navideño de la cantante irlandesa Enya. Este lanzamiento se considera o interpreta como una secuela de la edición estándar de su álbum de estudio Amarantine publicado en 2005. La edición navideña se publicó exactamente un año después de la edición estándar de Amarantine, coincidiendo el 22 de noviembre de 2006.
Esta publicación consta, en ciertas ediciones, de dos volúmenes; el primer disco contiene el álbum completo de Amarantine que consiste en doce pistas o «tracks», mientras que el segundo volumen posee cuatro temas navideños de los cuales solo dos son composiciones originales de Enya. El segundo disco se destaca por incluir el tema Adeste fideles, versión en latín del villancico O Come All Ye Faithful o en español Vayamos Cristianos. En otras ediciones del álbum, éste se produce en un único disco de 16 pistas, en el mismo orden.

## Ediciones exclusivas
Del segundo disco se produjeron dos ediciones alternas las cuales no tenían relación con Amarantine en sí; en Estados Unidos se publicó el álbum Sounds Of The Season; es un EP que posee en su totalidad los temas del segundo disco de Amarantine más dos temas previos de Enya que son Amid The Falling Snow y Oíche Chiún (Silent Night). En cambio en Canadá se publicó el EP Christmas Secrets EP que contiene los cuatro temas navideños de Amarantine, éste se distingue de su contraparte estadounidense por tener una carátula distinta y pistas diferentes en cuanto a cantidad.

## Sencillos
Exclusivamente en la zona de Japón se publicó con un stock limitado el single promocional The Magic Of The Night, dado el hecho de ser un sencillo promocional éste no posee algún videoclip relacionado.

## Lista de temas

### CD 1
| N.º | Tema                           | Duración |
| --- | ------------------------------ | -------- |
| 1.  | "Less Than A Pearl"            | 3:44     |
| 2.  | "Amarantine"                   | 3:12     |
| 3.  | "It's in the Rain"             | 4:06     |
| 4.  | "If I Could Be Where You Are"  | 4:00     |
| 5.  | "The River Sings"              | 2:43     |
| 6.  | "Long Long Journey"            | 3:12     |
| 7.  | "Sumiregusa"                   | 4:42     |
| 8.  | "Someone Said Goodbye"         | 4:02     |
| 9.  | "A Moment Lost"                | 3:04     |
| 10. | "Drifting"                     | 4:06     |
| 11. | "Amid The Falling Snow"        | 3:38     |
| 12. | "Water Shows The Hidden Heart" | 4:39     |

### CD 2
| N.º | Tema                            | Duración |
| --- | ------------------------------- | -------- |
| 1.  | "Adeste, Fideles"               | 3:59     |
| 2.  | "The Magic Of The Night"        | 3:32     |
| 3.  | "We Wish You A Merry Christmas" | 3:42     |
| 4.  | "Christmas Secrets"             | 3:46     |

- En las ediciones de un solo disco el orden es el mismo pero de corrido